# Університет Десейлс (Пенсільванія)
Університет Десейлс (англ. DeSales University) — переписна місцевість (CDP) в США, в окрузі Лігай штату Пенсільванія. Населення — 985 осіб (2020).

## Географія
Університет Десейлс розташований за координатами 40°32′19″ пн. ш. 75°22′40″ зх. д. / 40.53861° пн. ш. 75.37778° зх. д. (40.538730, -75.377757).  За даними Бюро перепису населення США в 2010 році переписна місцевість мала площу 0,66 км², уся площа — суходіл.

## Демографія
Згідно з переписом 2010 року, у переписній місцевості мешкали 953 особи в 0 домогосподарствах у складі 0 родин. Густота населення становила 1444 особи/км².  Було 0 помешкань (0/км²).
Расовий склад населення:
| - 93,8 % — білих - 2,9 % — чорних або афроамериканців - 0,6 % — азіатів |

До двох чи більше рас належало 1,8 %. Частка іспаномовних становила 3,7 % від усіх жителів.
За віковим діапазоном населення розподілялося таким чином: 0,0 % — особи молодші 18 років, 99,3 % — особи у віці 18—64 років, 0,7 % — особи у віці 65 років та старші. Медіана віку мешканця становила 20,1 року. На 100 осіб жіночої статі у переписній місцевості припадало 88,7 чоловіків;  на 100 жінок у віці від 18 років та старших — 88,7 чоловіків також старших 18 років.
Цивільне працевлаштоване населення становило 517 осіб. Основні галузі зайнятості: освіта, охорона здоров'я та соціальна допомога — 60,5 %, мистецтво, розваги та відпочинок — 25,9 %, роздрібна торгівля — 6,6 %.